# Pseudoxenos neomexicanus
Pseudoxenos neomexicanus är en insektsart som beskrevs av Pierce 1918. Pseudoxenos neomexicanus ingår i släktet Pseudoxenos och familjen stekelvridvingar. Inga underarter finns listade i Catalogue of Life.